# Estación de Toffen
La estación de Toffen es una estación ferroviaria de la comuna suiza de Toffen, en el Cantón de Berna.

## Historia y situación
La estación de Toffen fue inaugurada en el año 1901 con la puesta en servicio del tramo Berna Weissenbühl - Burgistein de la línea Berna - Thun por parte del Gürbetalbahn (GTB). GTB pasaría a ser integrada en 1997 en BLS Lötschbergbahn, que al fusionarse en 2006 con Regionalverkehr Mittelland AG pasaría a ser BLS AG.
Se encuentra ubicada en el este del núcleo urbano de Toffen. Cuenta con dos andenes laterales a los que acceden dos vías pasantes.
En términos ferroviarios, la estación se sitúa en la línea Berna - Thun. Sus dependencias ferroviarias colaterales son la estación de Belp hacia Berna y la estación de Kaufdorf en dirección Thun.

## Servicios ferroviarios
Los servicios ferroviarios de esta estación están prestados por BLS:

### S-Bahn Berna
Desde la estación de Toffen se puede ir a Berna, a Burgdorf y a Thun entre otras ciudades mediante la red S-Bahn Berna operada por BLS:
- S 4 Langnau – Burgdorf – Zollikofen – Berna – Belp – Thun
- S 44 Sumiswald-Grünen – Ramsei –/(Soleura–) Wiler –  Burgdorf – Berna Wankdorf – Berna – Belp – Thun.